# Pedro Morales (futebolista)
Pedro Andrés Morales Flores, mais conhecido simplesmente como Pedro Morales, (nascido em 25 de maio de 1985 em Hualpén, Chile) é um futebolista chileno que joga atualmente no Universidad Concepción. Começou sua carreira profissional no Huachipato do Chile.

## Carreira

### Dinamo Zagreb
No NK Dinamo Zagreb Morales vive o auge da sua carreira, ganhando diversos títulos. Ajudou a levar o NK Dinamo Zagreb a Liga dos Campeões da UEFA depois de 11 anos. Enfrentou o Real Madrid em seu primeiro confronto pela fase de grupos no dia 14 de setembro de 2011 onde o Dinamo perdeu por 1x0.

### Seleção Chilena
Em janeiro de 2008 Pedro Morales foi chamado para a Seleção Chilena para fazer dois amistoso contra Coreia do Sul onde sua Seleção venceu por 1x0, E outro amistoso contra o Japão em um empate em 0x0. Obteve grande destaque no torneio de Toulon (Tournament) realizado na França, Sendo eleito o melhor jogador da competição e tendo um dos seus gols escolhido como o mais bonito. Essas e outras boas atuações não foram suficiente para a sua convocação onde disputaria a Copa do Mundo FIFA de 2010, Pedro Morales ficou apenas na lista de pré-convocação. Em 2011 vem novamente buscando seu espaço na Seleção Chilena.

## Estatísticas
Até 26 de fevereiro de 2012.

### Clubes
| Clube                | Temporada         | Campeonato nacional | Campeonato nacional | Copa nacional[a] | Copa nacional[a] | Competições continentais[b] | Competições continentais[b] | Outros torneios[c] | Outros torneios[c] | Total | Total |
| Clube                | Temporada         | Jogos               | Gols                | Jogos            | Gols             | Jogos                       | Gols                        | Jogos              | Gols               | Jogos | Gols  |
| -------------------- | ----------------- | ------------------- | ------------------- | ---------------- | ---------------- | --------------------------- | --------------------------- | ------------------ | ------------------ | ----- | ----- |
| Huachipato           | 2004              | 0                   | 0                   | 0                | 0                | —                           | —                           | —                  | —                  | 0     | 0     |
| Huachipato           | 2005              | 0                   | 0                   | 0                | 0                | —                           | —                           | —                  | —                  | 0     | 0     |
| Huachipato           | 2006              | 0                   | 0                   | 0                | 0                | 0                           | 0                           | —                  | —                  | 0     | 0     |
| Huachipato           | 2007              | 0                   | 0                   | 0                | 0                | —                           | —                           | —                  | —                  | 0     | 0     |
| Huachipato           | Total             | 0                   | 0                   | 0                | 0                | 0                           | 0                           | —                  | —                  | 0     | 0     |
| Universidad de Chile | 2007              | 0                   | 0                   | 0                | 0                | —                           | —                           | —                  | —                  | 0     | 0     |
| Universidad de Chile | 2008              | 0                   | 0                   | 0                | 0                | —                           | —                           | —                  | —                  | 0     | 0     |
| Universidad de Chile | Total             | 0                   | 0                   | 0                | 0                | —                           | —                           | —                  | —                  | 0     | 0     |
| Dínamo Zagreb        | 2008-09           | 0                   | 0                   | 0                | 0                | 0                           | 0                           | —                  | —                  | 0     | 0     |
| Dínamo Zagreb        | 2009-10           | 0                   | 0                   | 0                | 0                | 0                           | 0                           | —                  | —                  | 0     | 0     |
| Dínamo Zagreb        | 2010-11           | 0                   | 0                   | 0                | 0                | 0                           | 0                           | —                  | —                  | 0     | 0     |
| Dínamo Zagreb        | 2011-12           | 0                   | 0                   | 0                | 0                | 0                           | 0                           | —                  | —                  | 0     | 0     |
| Dínamo Zagreb        | Total             | 0                   | 0                   | 0                | 0                | 0                           | 0                           | —                  | —                  | 0     | 0     |
| Universidad de Chile | 2012              | 5                   | 1                   | 0                | 0                | 2                           | 0                           | —                  | —                  | 7     | 1     |
| Universidad de Chile | Total             | 5                   | 1                   | 0                | 0                | 2                           | 0                           | —                  | —                  | 7     | 1     |
| Total na carreira    | Total na carreira | 5                   | 1                   | 0                | 0                | 2                           | 0                           | 0                  | 0                  | 7     | 1     |

- a. ^ Jogos da Copa Chile
- b. ^ Jogos da Copa Sul-Americana, Liga dos Campeões da UEFA, Liga Europa da UEFA e Copa Libertadores
- c. ^ Jogos do Jogo amistoso

## Títulos
Dínamo Zagreb
- Prva HNL - 2008, 2009, 2010
- Copa da Croácia - 2008, 2009
- Supercopa da Croácia - 2010

Seleção Chilena
- Toulon Tournament 2009

Individual
- Melhor jogador do Toulon Tournament 2009